# Schwarzer Freitag (Spiel)
$chwarz€r Fr€itag ist ein 2010 bei Kosmos erschienenes Brettspiel von Friedemann Friese für 2 bis 5 Spieler, mit Illustrationen von Christian Fiore.

## Inhalt
- 1 Spielplan
- 5 Sichtschirme
- 20 Subventionskarten:
  - 10× 1 Subvention
  - 5× 2 Subventionen
  - 5× 5 Subventionen
- 5 Stufenkarten
- 8 Spezialaktionskarten
- 125 Aktenkoffer (Aktien), je 25 in blau, gelb, grün, orange und rot
- 15 schwarze Aktenkoffer
- 5 Kursmarker, je 1 in blau, gelb, grün, orange und rot
- 2 Silbermarker
- 20 Silberbarren
- 20 Goldbarren
- 1 Zinsmarker
- 1 Stoffbeutel
- Spielgeld:
  - je 20× Wert 1, 2, 5, 10 50 und 100
- Spielregel (6 Seiten)

## Beschreibung
Die Spieler starten mit 5 zufällig zugeteilten Aktien im Wert von je 7. Die übrigen Aktenkoffer kommen auf den Markt, werden auf den Verkaufsleisten platziert und in den Beutel gegeben aus dem weitere 20 Aktien für den Markt gezogen werden. Die Spieler starten ohne Spielgeld. Dieses kann durch Subventionen oder Aktienverkauf erhalten werden.
In jeder Runde haben die Spieler genau eine der folgenden Möglichkeiten:
- Kauf von Aktien gemäß dem aktuellen Kauflimit, indem sie vom Markt genommen werden.

Auswirkung: Pro Kauf wird 1 Aktenkoffer (Aktie) der Farbe oder einer anderen falls nicht mehr vorhanden auf die Kaufleiste gesetzt.
1. Folgewirkung: Stehen dadurch erstmals auf der Kaufleiste 3 Koffer der gleichen Farbe wird der Kursmarker der Aktie um 1 Feld nach rechts bewegt: Der Kurs der Aktie steigt um den Wert 1 bis 13.
2. Folgewirkung: Stehen dadurch 5 Aktenkoffer auf der Kaufleiste, wird eine Preisänderung durchgeführt (s. u.).
- Verkauf von Aktien gemäß dem aktuellen Kauflimit

Auswirkung: Pro Kauf wird 1 Aktenkoffer (Aktie) der Farbe oder einer anderen falls nicht mehr vorhanden von der obersten besetzten Verkaufsleiste genommen und in den Markt gesetzt.
1. Folgewirkung: Der Kursmarker einer verkauften Aktie wird um 1 Feld nach links bewegt: Der Kurs dieser Aktie fällt um den Wert 1 bis 13, allerdings niemals unter einen Wert von 4.
2. Folgewirkung: Stehen dadurch nur noch 5 Aktienkoffer auf der Verkaufsaufleiste, wird eine Preisänderung durchgeführt (s. u.).
- Kauf von Silber

Auswirkung: Der Silbermarker auf der Silberleiste wird um 1 Feld pro gekauftem Silberbarren nach rechts bewegt. 1 beliebiger Aktenkoffer wird auf die Silberkaufleiste gesetzt.
Folgewirkung: Stehen dadurch 5 Aktenkoffer auf der Kaufleiste, wird eine Preisänderung durchgeführt (s. u.).
- Passen

Auswirkung: 1 beliebiger Aktenkoffer wird auf die Silberkaufleiste gesetzt.
1. Folgewirkung: Stehen dadurch 5 Aktenkoffer auf der Kaufleiste, wird eine Preisänderung durchgeführt (s. u.).
2. Folgewirkung: Hat ein Spieler 5 Silberbarren, tauscht er diese in 1 Goldbarren.
Zusätzlich kann ein Spieler – sofern er das Subventionslimit der aktuellen Stufe noch nicht erreicht hat – Subventionen in Anspruch nehmen. Pro Subvention erhält er Geld im Wert von 20 aus der Kasse.

### Preisänderungen
Jedes Mal, wenn eine Preisänderung stattfindet, wird eine durch die aktuelle Stufenkarte vorgegebene Anzahl von Aktenkoffern aus dem Stoffbeutel gezogen. Die Anzahl in jeder Farbe führt zu Kursteigerungen oder Kursverlusten. Durch im Laufe des Spiels in den Beutel gelangte schwarze Aktenkoffer können die Verluste dramatisch werden. Alle aus dem Beutel gezogenen Aktenkoffer kommen auf den Markt, alle Aktien auf Leiste (Kaufleiste, Silberleiste oder Verkaufsleiste), die zu der Preisänderung geführt hat, kommen in den Beutel. Befindet sich danach von einer Aktie keine auf dem Markt, steigt der Kurs der Aktie um 1 Feld nach oben, wobei der Kurs um 2 bis 30 steigen kann. Pro 3 Felder, die der Silbermarker auf der Silberleiste vorgerückt ist, steigt der Kurs des Silbers um 1 Feld. Wurde nur 1 schwarzer Koffer aus dem Beutel gezogen, steigt der Silberkurs um 1 weiteres Feld. Zusätzlich zu den Preisänderungen müssen die Spieler Zinsen für die erhaltenen Subventionen zahlen. Gegebenenfalls führen Kurssteigerungen dazu, dass eine neue Stufenkarte gilt und schwarze Aktenkoffer in den Beutel gelangen.

### Spielende
Sobald der Silberkurs den Wert 100 erreicht hat, endet das Spiel. Jeder Spieler verkauft nun seine Aktien, nimmt sich ggf. noch Subventionen und kauft dafür Silber. Der Spieler mit dem meisten Gold gewinnt, bei Gleichstand zählt zunächst das Silber, dann das Geld.

## Spielkritiken
- Spielbox Ausgabe 2/11